# Lixiviation (agriculture)
Pour les articles homonymes, voir lixiviation.
En agriculture, la lixiviation (plus communément appelé lessivage) désigne la perte de nutriments végétaux hydrosolubles du sol, qui sont dissous et entraînés par les eaux d'infiltration à la suite de pluie ou d'irrigation. Différents facteurs sont à prendre en compte pour éviter la perte excessive d'éléments nutritifs, parmi lesquels la structure du sol, l'ensemencement, les types d'engrais utilisés et leurs doses d'application.
Dans les sols à forte teneur en sel, la lixiviation peut être délibérément provoquée en pratiquant un léger excès d'irrigation pour éviter l'augmentation de la salinité du sol (maîtrise de la salinité). Dans ce cas, il faut généralement prévoir un drainage pour éliminer l'excès d'eau.
La lixiviation est une préoccupation environnementale dans la mesure où elle contribue à la pollution des eaux souterraines. 
En s'infiltrant dans le sol, l'eau de pluie, ou provenant d'inondation ou d'autres sources, peut dissoudre les produits chimiques et les transporter dans les nappes utilisées pour l'approvisionnement en eau potable. 
Sont particulièrement préoccupants les décharges de déchets dangereux et les sites d'enfouissement, et dans le domaine agricole, les excès d'engrais, le fumier animal mal entreposé et les pesticides (notamment fongicides, insecticides et herbicides).

## Lixiviation de l'azote

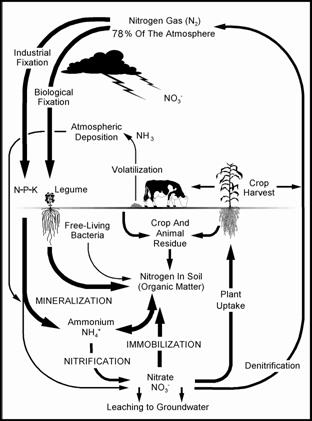
Formes et flux de l'azote dans le système de production agricole.

L'azote est un élément commun dans la nature et un nutriment essentiel pour les plantes. L'atmosphère terrestre contient environ 78 % d'azote (N2). La forte liaison entre les atomes de N2  rend ce gaz inerte et ne permet pas son utilisation directe par les plantes et les animaux. L'azote est naturellement sujet à des cycles dans l'air, dans l'eau et dans le sol au cours desquels il subit diverses transformations chimiques et biologiques. 
L'azote favorise la croissance des plantes. 
Le bétail, en pâturant les cultures, produit des déjections qui retournent dans le sol, apportant de l'azote sous formes organique et minérale. Le cycle s'achève lorsque la culture suivante utilise le sol ainsi fertilisé.
Pour augmenter la production alimentaire, les engrais, tels que les nitrates (NO3) et l'ammoniaque (NH4), qui sont facilement absorbés par les plantes, sont introduits dans la zone racinaire de la plante. Cependant, les sols ne peuvent pas absorber les ions NO3 en excès, qui se déplacent ensuite librement vers le bas avec l'eau de drainage, et sont entraînés dans les eaux souterraines, les ruisseaux et les océans.
Le degré de lixiviation est affecté par : 
- le type et la structure du sol. Par exemple, les sols sablonneux retiennent peu d'eau tandis que les sols argileux ont des taux élevés de rétention d'eau ;
- la quantité d'eau utilisée par les plantes cultivées ;
- la quantité de nitrates déjà présents dans le sol[4].

Le taux de N2O dans l'atmosphère terrestre augmente de 0,2 à 0,3 % chaque année. 
Les sources anthropiques d'azote sont de 50 % supérieures aux sources naturelles, telles que les sols et les océans. Les intrants agricoles lessivés, engrais, fumier et lisier, représentent 75 % des sources anthropiques d'azote.
L'organisation des Nations unies pour l’alimentation et l’agriculture (FAO) estime que la demande mondiale d'azote doit augmenter de 1,7 % par an entre 2011 et 2015, soit une augmentation de 7,5 millions de tonnes. 
L'utilisation des engrais azotés devrait augmenter sur le plan régional de 67 % en Asie, 18 % en Amériques, 10 % en Europe, 3 % en Afrique et 1 % en Océanie.

## Effets sur la santé
Des niveaux élevés de NO3 dans l'eau peuvent affecter le niveau d'oxygène disponible pour l'homme et les systèmes aquatiques. 
Les problèmes de santé humaine concernent la méthémoglobinémie et l'anoxie, communément appelée syndrome du bébé bleu. 
En raison de ces effets toxiques, les autorités de réglementation limitent la quantité de NO3 admissible dans l'eau potable à 45 à 50 mg/l. 
L'eutrophisation, induite par une baisse de la teneur en oxygène de l'eau, des systèmes aquatiques peut causer la mort de certains poissons et d'autres espèces aquatiques. 
Enfin, le lessivage de NO3 à partir de sources acides peut augmenter la perte de calcium et d'autres éléments nutritifs du sol, réduisant ainsi la productivité des écosystèmes.